# Villeblevin
Villeblevin es una localidad y comuna francesa situada en la región de Borgoña, departamento de Yonne, en el distrito de Sens y cantón de Pont-sur-Yonne.

## Demografía
| 862 | 838 | 837 | 862 | 896 | 910 | 862 | 855 | 890 | 906 | 876 | 890 | 878 | 921 | 965 | 932 | 931 | 886 | 826 | 757 | 642 | 731 | 772 | 800 | 742 | 771 | 686 | 740 | 888 | 1 141 | 1 340 | 1 580 | 1 740 |
| Para los censos de 1962 a 1999 la población legal corresponde a la población sin duplicidades (Fuente: INSEE [Consultar]) |     |     |     |     |     |     |     |     |     |     |     |     |     |     |     |     |     |     |     |     |     |     |     |     |     |     |     |     |       |       |       |       |

## Personas vinculadas
- Albert Camus falleció en esta comuna el 4 de enero de 1960.